# 张佳坊乡
张佳坊乡，是中华人民共和国江西省萍乡市芦溪县下辖的一个乡镇级行政单位。

## 行政区划
张佳坊乡下辖以下地区：
张家坊村、杂溪村、瞿田村、愚公村、朋乐村、三江口村、坑口村、报恩台村、杨家田村和李家坊村。